# Климоуцевский сельсовет
Климоуце́вский сельсове́т — сельское поселение в Свободненском районе Амурской области.
Административный центр — село Климоуцы.

## История
2 августа 2005 года в соответствии Законом Амурской области № 31-ОЗ муниципальное образование наделено статусом сельского поселения. Законом Амурской области от 25 июня 2012 года N 63-ОЗ Талалинский и Новостепановский сельсоветы вошли в состав Климоуцевского сельсовета.

## Население
| 2002  | 2010  | 2011  | 2012  | 2013  | 2014  | 2015  |
| ----- | ----- | ----- | ----- | ----- | ----- | ----- |
| 817   | ↘752  | ↗753  | ↗767  | ↗1291 | ↘1288 | ↗1298 |
| 2016  | 2017  | 2018  | 2021  |       |       |       |
| ↘1273 | ↘1227 | ↘1205 | ↘1001 |       |       |       |

## Состав сельского поселения
| № | Населённый пункт | Тип населённого пункта       | Население |
| - | ---------------- | ---------------------------- | --------- |
| 1 | Климоуцы         | село, административный центр | ↘736      |
| 2 | Новостепановка   | село                         | ↘219      |
| 3 | Талали           | село                         | ↘250      |